# Silvange
Silvange est une ancienne commune de la Moselle en région Grand Est. Rattachée à Marange en 1809 pour former la commune de Marange-Silvange.

## Toponymie
- Silviniaco (935), Sionfolinga (977), Zulvinge (1314), Sulvange (1327), Silvange (1793), Sylvange (XIXe siècle).
- Silwéngen en francique lorrain, Silvingen en allemand (1915-1918 & 1940-1944).

## Histoire
- Elle avait une chapelle annexe de la paroisse de Rombas qui dépendait de l'abbaye de Saint-Paul.
- Elle fit partie en 1790 du canton de Maizières, puis de celui de Lorry-lez-Metz à l'époque de l'An III et passa en 1802 dans le 1er canton de Metz.
- Elle était une commune jusqu'au 29 septembre 1809.

## Démographie
| 1793 | 1800 | 1806 |
| ---- | ---- | ---- |
| 55   | 62   | 72   |